# Eta Centauri
Eta Centauri (η Cen / η Centauri) este o stea din constelația australă Centaurul.

## Caracteristici
Este o stea în rotație rapidă, care efectuează o revoluție în mai puțin de o zi terestră. Este și o stea Be, ceea ce semnifică faptul că are emisii în liniile sale spectrale de hidrogen. În sfârșit este și ușor variabilă și clasată în același timp ca o variabilă de tip Gamma Cassiopeiae și ca o stea Lambda Eridani pe baza  datelor din International Variable Star Index de la AAVSO, cu mai multe perioade de variabilitate. 
Ea este situată la circa 309 de ani-lumină de Pământ. Eta Centauri este destul de mare pentru a se afla la limita stelelor care evoluează în pitică albă și  a celor care sfârșesc în supernovae.
Steaua este membră a asociației Scorpion-Centaurul, care este asociația de stele masive de tipurile O și B cea mai aproape de Sistemul Solar.